# Ptychopyxis bacciformis
Ptychopyxis bacciformis är en törelväxtart som beskrevs av Léon Camille Marius Croizat. Ptychopyxis bacciformis ingår i släktet Ptychopyxis och familjen törelväxter. Inga underarter finns listade i Catalogue of Life.